# Bolsa de Barcelona
Die Bolsa de Barcelona (deutsch: Börse von Barcelona katalanisch: Borsa de Barcelona) ist eine spanische Wertpapierbörse in Barcelona, die als offizieller Sekundärmarkt definiert ist und ausschließlich für den Handel mit Wandelaktien und Wertpapieren oder solchen, die Erwerbs- oder Bezugsrechte gewähren, bestimmt ist. Die Börse von Barcelona ist eine Tochtergesellschaft der Bolsas y mercados Espanoles (BME).

## Geschichte
Die Ursprünge der Börse von Barcelona reichen bis ins Mittelalter zurück, als die Handelsrevolution in Katalonien mit der Entstehung der Handelsmärkte begann. 1271 wurden die „Ordinacions“ von Jaime I. erlassen, der umfassendste antike Text zur Regelung der Rolle des Handelsvermittlers. Der Hauptsitz der Börse von Barcelona befand sich im gotischen Gebäude Casa Llotja de Mar am Paseo de Isabel II. Mitte des 19. Jahrhunderts, mit dem industriellen Aufschwung und der Gründung der ersten katalanischen Aktiengesellschaften, begann der Wertpapierhandel. In Barcelona gab es einen aktiven Markt, auf dem die Real Brokers, die Vorgänger der Börsenmakler, als Vermittler fungierten.
1915 wurde die offizielle Börse von Barcelona gegründet. Bis zum 29. Juli 1989 unterstanden deren Leitung und Verwaltung dem Kollegium der Börsenmakler und Börsenagenten. Während dieser Zeit wurde der Betrieb der Börse von ihrem historischen Hauptsitz im Gebäude Casa Llotja de Mar aus geführt. Seit dem 29. Juli 1989, mit Inkrafttreten des Gesetzes 24/1988 über den Wertpapiermarkt, wird die Börse von Barcelona von der Verwaltungsgesellschaft der Börse von Barcelona geleitet und verwaltet. Als Folge der fortschreitenden Ersetzung des mündlichen Handels durch neue elektronische Handelssysteme wurde am 4. Mai 1994 das neue elektronische Parkett der Börse von Barcelona am Paseo de Gracia 19 eröffnet.
Seit 2002 bildet die Börse von Barcelona zusammen mit Iberclear und den übrigen spanischen Märkten die Gruppe Bolsas y Mercados Españoles (BME). Diese entwickelte eine einheitliche Strategie mit dem Ziel, die Wettbewerbsfähigkeit der spanischen Märkte zu maximieren, um allen zukünftigen Herausforderungen in einem von Globalisierung und Internationalisierung Weltwirtschaft begegnen zu können. Im Jahr 2020 wurde Bolsas y Mercados Españoles, eine Gruppe, zu der auch die Börse von Barcelona gehört, nach einem erfolgreichen Übernahmeangebot, das zur Dekotierung von BME führte und die drittgrößte Börsengruppe Europas hervorbrachte, von der SIX Group, dem Schweizer Marktinfrastrukturbetreiber, übernommen.